# Vincent Dugomier
Pour l’article ayant un titre homophone, voir Dugommier.
Vincent Lodewick dit Vincent Dugomier, né le 20 août 1964 à Uccle (région de Bruxelles-Capitale), est un auteur de bande dessinée belge.

## Biographie

### Formation et débuts
Vincent Lodewick naît le 20 août 1964 à Uccle, une commune bruxelloise.
Au milieu des années 1980, il suit les cours du soir donnés par Eddy Paape à l'Académie de Saint-Gilles.
De 1987 à 1991, il écrit des scénarios d'animations pour Le Journal de Spirou avec, au dessin, Benoît Ers, Mauricet, Bruno Wesel, Olis, Bruno Gazzotti, Jean-Luc Cornette, Philippe Wurm, etc. C'est également dans le Journal de Spirou que naît sa première série, La Vie secrète des poubelles avec les dessins de Malik.
En 1990, il livre 144 gags en une planche pour Marsu Productions (dessin de Serge Carrère, Benoît Ers et Mauricet). Entre 1991 et 1993, il signe des adaptations pour Fleurus-Presse, Les Fables de La Fontaine et Le Roman de Renart (dessin de Serge Carrère), Poil de carotte et Le Petit Chose (dessin de Bruno Bazile). Il participe aussi à des séries d'animations (dessinées par Mandryka et Pierre Ouin).

### DeMuriel et BoulonauMarsupilami(années 1990-2000)
En 1992, il collabore au scénario de Hold-Up sur Pellicule, le huitième album de la série jeunesse Benoît Brisefer, créée par Peyo. Le dessin est assuré par Pascal Garray. Ce premier essai, concluant, l'amène à co-créer sa propre série, également aux éditions du Lombard. Avec Benoît Ers, il lance en effet Muriel et Boulon, une série d'aventures et d'humour. La série connaît six tomes, publiés entre 1995 et 2001.
En 2000, il livre pour Casterman un album de gags, Les Jeux sont faits, sur un dessin d'Olivier Saive.
Dugomier est alors choisi par Marsu Productions pour officier en tant que scénariste de leur série phare, Marsupilami, en panne de scénario original depuis 4 tomes. Le scénariste livre d'abord deux tomes composés de gags en une planche situés dans l'univers du cirque (publiés en 2001 et 2003). Puis deux scénarios complets, replongeant son protagoniste dans la forêt de Palombie (en 2004 et 2005). À partir de 2006, c'est Stéphan Colman, dessinateur de Billy the Cat, qui le remplace.

### Association avec Benoît Ers (années 2010)
En effet, il a depuis reformé son tandem avec Benoît Ers pour une nouvelle série, intitulée Les Démons d'Alexia, et publiée chez Dupuis après avoir été prépubliée dans l'hebdomadaire Spirou. Ce nouvel univers l'amène cette fois dans le registre du fantastique. La série compte sept albums au total, avant de se conclure en 2011.
Le tandem Dugomier/Ers enchaîne avec une troisième série, Hell School, qui les amène cette fois sur le terrain du thriller, toujours à destination d'un public adolescent, mais aux éditions du Lombard. Seuls trois tomes sortent entre 2013 et 2014. 

### Passion automobile
En amateur de voitures anciennes, il dit y vouer une passion et avoir longtemps roulé en voiture ancienne, il sort Garage de Paris avec au dessin Bruno Bazile, publié dans la collection « Plein Gaz » aux éditions Glénat (2 tomes, 2014-2016). Quant à la Renault 4CV (La Naissance de la 4 CV, du même dessinateur (Glénat, 2017), il dit que c'était sa première auto, et son histoire, sa conception le faisaient rêver. Il sort encore La Naissance de la 2 CV Citroën sur la Citroën 2 CV dessiné par Olivier Wozniak en 2019. En 2015, épaulé par le dessinateur Jean-Marc Krings, il signe pour Glénat le one shot consacré au monde de la course automobile, La Dernière Targa Florio,. Dans le même domaine, il écrit également la biographie de Jacky Ickx dessinée par Jean-Marc Krings chez le même éditeur (2 tomes, 2016-2020).

### Sur la Seconde Guerre mondiale
Après une participation scénaristique à la bande dessinée historique Il était une fois 1914, il retrouve Benoît Ers pour s'intéresser à la guerre de 39-45, en prenant le point de vue d'enfants. Cela donnera Les Enfants de la Résistance, une série prévue initialement en cinq tomes, et multi-récompensée. La série compte 9 albums publiés aux éditions Le Lombard en 2024.
Occasionnellement, Dugomier exerce dans la communication en BD et publicité (Droits de l'homme, Région de Bruxelles-Capitale, sur l'aphasie, Kid Cool, KiteKat,...) avec au dessin ses collègues : Benoît Ers, Olivier Saive, Mauricet.
En 2018, il participe, avec Ers, au no 4200 du magazine Spirou, un numéro spécial intitulé Défenseur des droits de l’Homme, élaboré en partenariat avec l’Organisation des Nations Unies. En 2020, il lance la série d'aventures fantastiques à destination des adolescents Les Omniscients dessinée par la jeune Renata Castellani, publiée aux éditions Le Lombard. Le premier tome intitulé Phénomènes vaut à leurs auteurs de recevoir le prix des Collégiens au Festival d'Angoulême 2021. La série met en scène un groupe d’adolescents doués de super-pouvoirs, vivant à New York. La série compte cinq tomes en 2024. 
En 2021, il s'associe à Clarke pour Urbex autour de l'exploration urbaine publiée aux Éditions Le Lombard. La série compte 3 volumes en 2023, la mise en couleur est de Mikl (aka Michaël Olivier). En 2023, il contribue au Tintin numéro spécial 77 ans.

### Vie privée
Il est le père de la bédéiste Clara Lodewick,.

## Publications
Les Enfants de la résistance
- 1. Premières actions[42], Le Lombard, Bruxelles, 7 mai 2015
Scénario : Vincent Dugomier - Dessin et couleurs : Benoît Ers -  (ISBN 9782803635580)
- 2. Premières répressions[43], Le Lombard, Bruxelles, 18 mars 2016
Scénario : Vincent Dugomier - Dessin et couleurs : Benoît Ers -  (ISBN 9782803636334)
- 3. Les Deux Géants[44], Le Lombard, Bruxelles, 3 février 2017
Scénario : Vincent Dugomier - Dessin et couleurs : Benoît Ers -  (ISBN 9782803670260)
- 4. L'Escalade[45],[46], Le Lombard, Bruxelles, 9 février 2018
Scénario : Vincent Dugomier - Dessin et couleurs : Benoît Ers -  (ISBN 9782803671182)
- 5. Le Pays divisé[47], Le Lombard, Bruxelles, 25 janvier 2019
Scénario : Vincent Dugomier - Dessin et couleurs : Benoît Ers -  (ISBN 9782803672813)
- 6. Désobéir[48], Le Lombard, Bruxelles, 24 janvier 2020
Scénario : Vincent Dugomier - Dessin et couleurs : Benoît Ers -  (ISBN 9782803675579)
- 7. Tombés du ciel[49],[50], Le Lombard, Bruxelles, 12 mars 2021
Scénario : Vincent Dugomier - Dessin et couleurs : Benoît Ers -  (ISBN 9782808201278)
- 8. Combattre ou mourir[51], Le Lombard, Bruxelles, 16 septembre 2022
Scénario : Vincent Dugomier - Dessin et couleurs : Benoît Ers -  (ISBN 9782808204880).
- 9. Les Jours heureux[52],[53],[54], Le Lombard, Bruxelles, 6 septembre 2024
Scénario : Vincent Dugomier - Dessin et couleurs : Benoît Ers -  (ISBN 978-2-8082-1096-6).

### Collectifs
- Aphasia terra incognita, Fédération belge des aphasiques francophones, Bruxelles, 2004
Scénario : collectif dont Dugomier - Dessin : collectif dont Ers - Couleurs : quadrichromie -  (ISBN 2-9600486-0-1) — Postface : Jean Van Hamme.
- Numéro spécial 77 ans - L'hommage des auteurs et autrices d'aujourd'hui aux personnages mythiques du journal Tintin, Éditions Moulinsart-Le Lombard, Bruxelles, 8 septembre 2023
Scénario : collectif dont Vincent Dugomier - Dessin : collectif - Couleurs : quadrichromie -  (ISBN 2-85815-201-2)

## Prix et récompenses
- 1995 :  prix de la meilleure BD jeunesse au Festival de la Bulle d'Or de Brignais[76] avec Benoît Ers pour Muriel et Boulon ;
- 2008 :  prix Saint-Michel jeunesse pour Les Démons d'Alexia, t. 4 : Le Syndrome de Salem (avec Benoît Ers)[77] ;
- 2015 :  prix Cognito de la BD historique pour Les Enfants de la Résistance (avec Benoît Ers) ;
- 2015 :  prix du Conseil départemental de Loir-et-Cher au festival Bd BOUM de Blois pour Les enfants de la Résistance, (avec Benoît Ers)[78] ;
- 2016 : 
  -  prix des Collèges du Festival d'Angoulême pour Les Enfants de la Résistance (avec Benoît Ers)[79] ;
  -  prix Saint-Michel Humour / Jeunesse pour Les Enfants de la résistance t. 2 (avec Benoît Ers)[80] ;
- 2021 :  prix des Collèges du Festival d'Angoulême pour Les Omniscients (avec Renata Castellani)[81].
- 2022 :  prix des collèges du Festival d'Angoulême pour Urbex (avec Clarke)[82].

#### Livres
: document utilisé comme source pour la rédaction de cet article.
- Jean-Louis Lechat, Un demi-siècle d’aventures t. 2 : 1970 - 1996, Bruxelles, Le Lombard, 5 décembre 1996, 224 p., ill. ; 31 cm (ISBN 280361233X, OCLC 37995939, BNF 37539082, présentation en ligne), p. 192. .
- Jacques Fiérain, « Dugomier », dans La BD à Bruxelles et en Brabant, Charleroi, Éd. l'Âge d'or, avril 2003, 144 p., ill. ; 31 cm (ISBN 9782960119664 et 2960119665, OCLC 470388171, présentation en ligne), p. 44.
- Henri Filippini, « Dugomier », dans Dictionnaire de la bande dessinée, Paris, Bordas, 2005, 912 p., ill. ; 27 cm (ISBN 9782047299708 et 2047299705, OCLC 1009545288, présentation en ligne), p. 751-752. .

#### Articles
- Benoît Ers et Vincent Dugomier (interviewés par Pierre Burssens), « Entretien avec Benoît Ers et Vincent Dugomier : « Notre histoire est nourrie par les souvenirs de nos proches, de nos familles… » », Auracan,‎ 4 mars 2010 (lire en ligne, consulté le 17 février 2025)
- Vincent Dugomier et Benoît Ers (interviewés par Ivan Sculier), « Entretien avec Ers et Dugomier pour Les Enfants de la Résistance », Le Suricate,‎ 13 mai 2015 (lire en ligne, consulté le 17 février 2025).
- Vincent Dugomier (interviewé par Jean-Laurent Truc), « Interview : Vincent Dugomier des Enfants de la Résistance à ceux des Omniscients », Ligne claire,‎ 14 avril 2020 (lire en ligne, consulté le 17 février 2025).
- Vincent Dugomier et Benoît Ers (interviewés par Damien Canteau), « Entretien avec le scénariste Vincent Dugomier », Comixtrip,‎ 17 février 2023 (lire en ligne, consulté le 17 février 2025).
- Vincent Dugomier (interviewé par Didier Pasamonik), « Interviews : Vincent Dugomier évoque le cap des deux millions d’exemplaires vendus pour « Les Enfants de la résistance » [Podcast] », ActuaBD,‎ 1er octobre 2024 (lire en ligne, consulté le 9 février 2025).
- Vincent Dugomier (interviewé par Stéphane Dubreil), « Entretiens : Les Enfants de la Résistance, tome 9, l’arrivée des jours heureux ? », Cases d'histoire,‎ 11 octobre 2024 (lire en ligne, consulté le 7 juillet 2025).

### Émissions de télévision
- Festival BD - LA BD fait de la résistance sur France 3 Charente-Poitou, intervenants : Vincent Dugomier et Benoît Ers (2 min 1 s), 2 février 2020.

### Podcasts
- "Vincent Dugomier et Benoît Ers: pas de manichéisme... sur Auvio , intervenants : Vincent Dugomier et Benoît Ers (1 min 47 s), 2 février 2018.
- L'Invité du Jour - Vincent Dugomier - Auteur de BD sur BXFM.be via SoundCloud (5 min 40 s), 18 mai 2021.

### Vidéographie
- [vidéo] Dugomier et Benoît Ers en interview pour planetebd.com sur Dailymotion
- [vidéo] « #FIBD2022 Interview de Vincent Dugomier, lauréat du prix des collégiens », sur YouTube, 18 mars 2022